# 마리아노 포르투니 (디자이너)

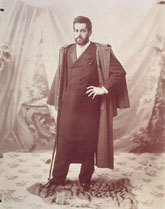

마리아노 포르투니(Mariano Fortuny, 1871년 5월 11일 ~ 1949년 5월 3일)는 스페인의 패션 디자이너이다. 1906년 고급 여성복집을 연 뒤 1946년까지 영업을 계속했다. 화가 마리아노 포르투니의 아들이기도 하다.
1871년 5월 11일 스페인 그라나다의 예술가 가정에서 태어났다.

## 박물관
포르투니 박물관은 베네치아에 있다. 패션 디자인, 그림, 조각품, 사진, 조명 분야에서 포르투니가 활동한 작품들, 그리고 그의 아버지의 수많은 그림 작품들이 전시되어 있다.

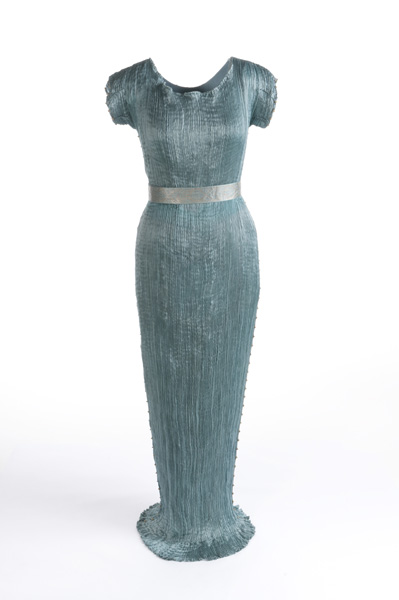
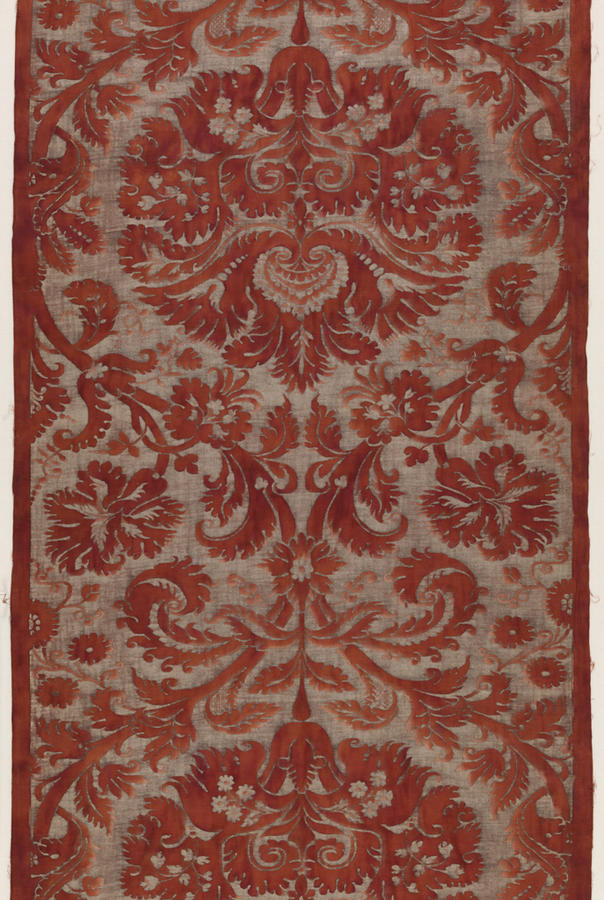
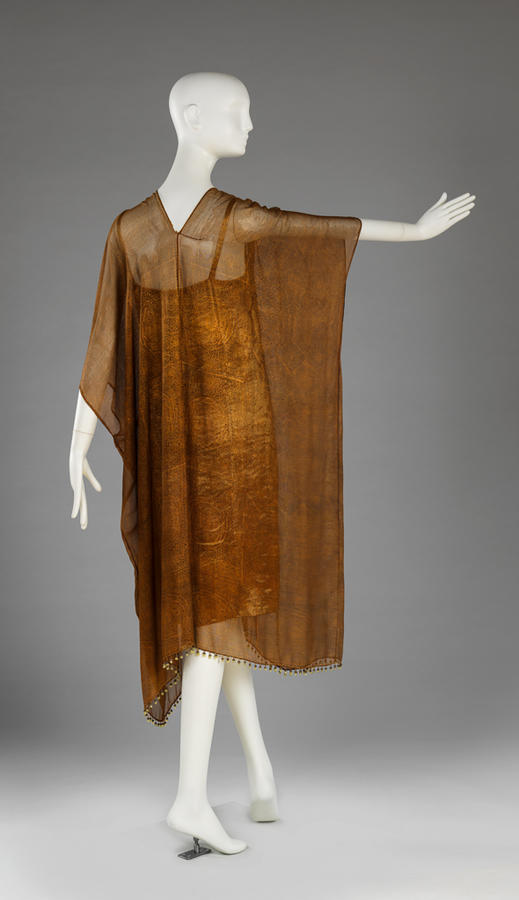
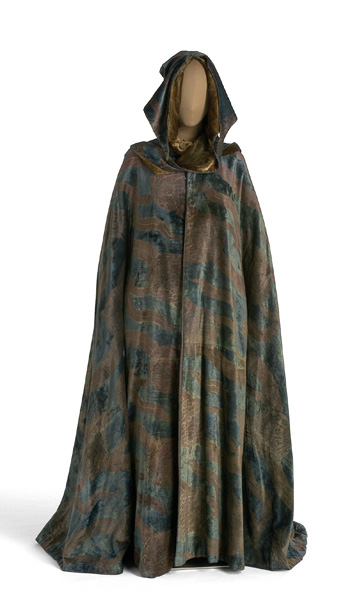